# Midden-Duits voetbalkampioenschap 1907/08
In 1907/08 werd het zevende voetbalkampioenschap gespeeld dat georganiseerd werd door de Midden-Duitse voetbalbond. Wacker Leipzig werd kampioen en plaatste zich zo voor de eindronde om de Duitse landstitel. De club versloeg in de eerste ronde VfR 1897 Breslau en verloor in de halve finale van Berliner TuFC Viktoria 89. De Midden-Duitse bond groeide en er kwamen drie extra kampioenen bij.

## Deelnemers aan de eindronde
| Club                         | Gekwalificeerd als            |
| ---------------------------- | ----------------------------- |
| Magdeburger FC Viktoria 1896 | Kampioen van Midden-Elbe      |
| FC Wacker Leipzig            | Kampioen van Noordwest-Saksen |
| Dresdner SC                  | Kampioen van Oost-Saksen      |
| Hallescher FC 1896           | Kampioen van Saale            |
| SC Erfurt 1895               | Kampioen van Thüringen        |
| FV Wettin Plauen             | Kampioen van Vogtland         |
| Chemnitzer BC                | Kampioen van Zuidwest-Saksen  |

## Eindronde

### Kwart finale
|               |             |       |                |       |
| 22 maart 1908 | VfB Leipzig | 6 - 2 | SC Erfurt 1895 | Halle |
| 22 maart 1908 |             |       |                | Halle |

|               |                  |       |                    |          |
| 22 maart 1908 | FV Wettin Plauen | 0 - 5 | Hallescher FC 1896 | Chemnitz |
| 22 maart 1908 |                  |       |                    | Chemnitz |

|               |             |       |               |         |
| 29 maart 1908 | Dresdner SC | 4 - 5 | Chemnitzer BC | Dresden |
| 29 maart 1908 |             |       |               | Dresden |

Wacker Leipzig had een bye. 

### Halve Finale
|              |                              |       |               |                           |
| 5 april 1908 | Magdeburger FC Viktoria 1896 | 8 - 2 | Chemnitzer BC | Hohenzollern-Platz, Halle |
| 5 april 1908 |                              |       |               | Hohenzollern-Platz, Halle |

|              |                    |              |                   |                           |
| 5 april 1908 | Hallescher FC 1896 | 1 - 2 (n.v.) | FC Wacker Leipzig | Hohenzollern-Platz, Halle |
| 5 april 1908 |                    |              |                   | Hohenzollern-Platz, Halle |

### Finale
|               |                   |              |                              |       |
| 12 april 1908 | FC Wacker Leipzig | 3 - 2 (n.v.) | Magdeburger FC Viktoria 1896 | Halle |
| 12 april 1908 |                   |              |                              | Halle |